# Pehr Boierth
Pehr Boierth, född 13 maj 1889 i Bollnäs församling, Gävleborgs län, död 25 februari 1979 i Uppsala, var en svensk trädgårdsmästare.
Efter utbildning och praktik på olika platser kom Boierth omkring 1920, närmast från Naturhistoriska riksmuseets parkanläggningar, till Uppsala stad som stadsträdgårdsmästare och innehade denna befattning till pensioneringen 1954. Han var därefter i många år konsulterande trädgårdsarkitekt. Han var under lång tid ordförande i Föreningen Sveriges stadsträdgårdsmästare och likaså i Upsala trädgårdssällskap.